# 사기 무키
사기 아하론 무키(히브리어: שגיא אהרון מוקי,‎ 1992년 5월 17일~)은 이스라엘의 유도 선수이다. 2020년 하계 올림픽 혼성 단체전에서 동메달을 획득했고 세계 선수권 대회에서 금메달 1개, 동메달 1개를 획득했다.